# بنیاد شبکه جهانی زندگی سیاهان اهمیت دارد
بنیاد شبکه جهانی جان سیاه‌پوستان مهم است (BLMGN یا BLMGNF) یک سازمان آمریکایی است که به سازماندهی و ادامه فعالیت‌های فعال در جنبش جان سیاه‌پوستان مهم است می‌پردازد. این سازمان در حال حاضر هیچ رهبری ندارد و بیشتر بخش‌های آن به‌طور مستقل عمل می‌کنند، اگرچه تلاش‌هایی که در اواخر سال۲۰۲۰ توسط مدیر اجرایی وقت آن پاتریس کالرز آغاز شد، شروع به متمرکز کردن عملیات آن کرد.این سازمان اغلب با سازمان‌های دیگر در جنبش «زندگی سیاهان مهم است» اشتباه گرفته می‌شود، زیرا اغلب فقط از عبارت «زندگی سیاهان مهم است» به عنوان نام خود استفاده می‌کند و همچنین مالک نام دامنه «blacklivesmatter.com» به عنوان وب‌سایت رسمی خود است. درحالی که بلماگن اغلب خود را به سادگی «زندگی سیاه‌پوستان مهم است» می‌نامد، این تنها سازمان در جنبش اجتماعی گسترده‌تر زندگی سیاه‌پوستان مهم نیست. با این حال، این بزرگ‌ترین و بابودجه خوب است، و همچنین ادعا می‌کند که از طرف جنبش صحبت می‌کند.
این سازمان در سال۲۰۱۳ توسط سه فعال زن تأسیس شد و در حال حاضر بعنوان شبکه ای از فعالان جنبش زندگی سیاهان مهم است فعالیت می‌کند. این سازمان بین‌المللی است و از ریشه کنی نژادپرستی سیستماتیک و جلوگیری از خشونت پلیس حمایت می‌کند. از جمله اعتقادات اصلی آن این است که کل سیستم حقوقی ایالات متحده، رسانه‌های جریان اصلی و جامعه، ذاتاً دارای برترپنداری نژاد سفید هستند. و اینکه «پلیس در کل یک نهاد غیرقابل جبران است» و باید از آن کسر شود.
این سازمان به دلیل اظهاراتش در مورد مارکسیسم وهمچنین مدیریت مالی خود مورد انتقاد قرارگرفته است.

## تمجیدها
در سال۲۰۲۱، این بنیاد برنده جایزه اولاف پالمه برای «ترویج» نافرمانی مدنی مسالمت آمیز علیه خشونت پلیس و خشونت نژادی «درسراسر جهان شد» و نامزد جایزه صلح نوبل شد.